# Двойной теракт в Иерусалиме (2022, ноябрь)
Двойной теракт в Иерусалиме произошёл утром 23 ноября 2022 года в районе Гиват-Шауль на юго-западе города. Взрывы произошли на двух въездах в город, уже в течение дня они были признаны терактом.
Пострадавшие в результате теракта — мирное население, при этом 2 человека погибли, травмы получили 22 человека.
В израильских изданиях указывается, что подобных серийных взрывов в автобусах и на автовокзалах в Израиле не происходило с периода Интифады Аль-Аксы (Второй интифады).

## Ход событий
Первый взрыв произошёл в 7:05 утра 23 ноября около автобусной остановки в районе Гиват-Шауль рядом с главным въездом в Иерусалим. В результате взрыва пострадали 18 человек, двое из которых позднее скончались в больнице.
Второй взрыв произошёл около другого въезда в Иерусалим около 7:30 утра, он случился около перекрёстка Рамот, который находится в двух-трёх километрах от места первого взрыва, оттуда было госпитализировано ещё 5 пострадавших.
По данным израильской полиции, оба взрыва были устроены при помощи сходных взрывных устройств с дистанционным подрывом. Также взрывы объединяет то, что взрывные устройства в обоих случаях были заранее оставлены в сумках на местах будущего подрыва.
По данным «Маген Давид Адом», по меньшей мере 4 пострадавших после теракта находятся в тяжёлом состоянии.
В момент обоих взрывов на автобусных остановках находились в основном студенты.

## Действия израильской полиции
По подозрению в причастности к организации этого двойного теракта задержаны трое палестинцев.
Позднее в израильской полиции сообщили о том, что в обоих случаях в мешки, в которые были помещены активируемые при помощи телефонного звонка взрывные устройства, были также помещены гвозди и куски металла для увеличения поражающей и травмирующей силы взрывов.
После двух произошедших утром 23 ноября взрывов по всему Иерусалиму были начаты проверки автобусных остановок и пассажирских автобусов с целью возможного обнаружения других взрывных устройств. В этих работах было задействовано более 5000 сотрудников израильской службы безопасности.

## Жертвы
Арье Щупак, 15 лет, студент иешивы канадского-израильского происхождения, проживавший в районе Хар-Ноф в Иерусалиме.
Тедеса Ташума, 50 лет, житель Иерусалима.

## Иностранные граждане среди пострадавших
В числе пострадавших в результате данного двойного теракта по меньшей мере 2 иностранных гражданина — жителя США. Данные об этом были подтверждены послом США в Израиле Томом Найдсом.